# يزيد بن أبي سفيان
يزيد بن أبي سفيان الأموي القرشي، أبو خالد، صحابي جليل من فضلاء الصحابة استعمله النبي محمد ﷺ على صدقات بني فراس من قبيلة كنانة وكانوا أخواله ، وهو أحد القادة الذين أرسلهم الخليفة أبو بكر الصدِّيق لفتح بلاد الشام ويقال له يزيد الخير.

## نسبه
هو: يزيد بن أبي سفيان صخر بن حرب بن أمية بن عبد شمس بن عبد مناف بن قصي بن كلاب بن مُرَّة بن كعب بن لؤي بن غالب بن فِهْر بن مالك بن النضر وهو قريش بن كنانة بن خُزيمة بن مُدرِكة بن إلياس بن مُضَر بن نزار بن مَعَد بن عدنان. 
وهو أخو الخليفة معاوية بن أبي سفيان، وأخته هي أم المؤمنين أم حبيبة بنت أبي سفيان.
وأمُّه هي: أم الحكم زينب بنت نوفل بن خلف بن قوالة بن جذيمة بن علقمة بن فراس بن غنم بن ثعلبة بن مالك بن كنانة بن خزيمة بن مدركة بن إلياس بن مضر بن نزار بن معد بن عدنان، الفِراسِيَّة الكِنانية.

## صفاته
كان يزيد من العقلاء الألبَّاء والشُّجعان المذكورين.

## إسلامه
أسلم يوم الفتح وحسُنَ إسلامه، واستعمله النبي محمد ﷺ على صدقات بني فراس من قبيلة كنانة وكانوا أخواله.

## جهاده
شهد حُنَينًا فقيل إن النبي ﷺ أعطاه من غنائم حُنَين مئة من الإبل وأربعين أوقية فضة، وهو أحد الأمراء الأربعة الذين ندبهم خليفةُ رسول الله أبو بكر الصدِّيق لغزو الروم، عقد له أبو بكر ومشى معه تحت رِكابه يُسايره ويودِّعه ويوصيه. ولما فُتحَت دمشق أمَّره أميرُ المؤمنين عمر عليها.
وقال إبراهيم بن سعد: كان يزيدُ بن أبي سفيانَ على ربع، وأبو عُبيدة على ربع، وعَمرو بن العاص على ربع، وشَرَحْبيل بن حَسَنة على ربع، يعني يوم اليرموك. ولم يكن يومئذ عليهم أمير، وأمَّره أبو بكر الصدِّيق لما قَفَل من الحجِّ سنة اثنتي عشرة أحد أمراء الأجناد، وأمَّره عمر على فلسطين، ثم على دمشق لما مات معاذ بن جبل، وكان استخلفه فأقره عمر.

## وفاته
توفي يزيد في طاعون عمواس الذي شَمِلَ جميعَ أنحاء الشام سنة 18 هـ. وقيل تأخر موته حتى فتح قيسارية سنة 19 هـ. 
ومات في طاعون عمواس أيضًا: أبو عبيدة بن الجرَّاح الفِهْري القرشي أمين الأمَّة، ومعاذ بن جبل الخَزْرَجي الأنصاري سيِّد العلماء، والأمير المجاهد شُرَحبيل بن حَسَنة حليف بني زُهرة، وابن عم النبي ﷺ الفضل بن العبَّاس الهاشمي القرشي، والصحابي الجليل الحارث بن هشام بن المغيرة المَخزُومي القرشي، وسُهَيل بن عَمرو العامري القرشي وابنه أبو جندل بن سُهَيل.